# Eroberung von Berwick
Die Eroberung von Berwick am 15. Januar 1216 war eine Schlacht des Schottisch-Englischen Kriegs von 1215 bis 1217. Ein englisches Heer eroberte, plünderte und zerstörte das wichtige Handelszentrum Berwick in Südostschottland.
Nach dem schottischen Angriff auf Nordengland im Herbst 1215 rüstete der englische König Johann Ohneland ein kleines, aber gut gerüstetes Heer aus, um einen Vergeltungsfeldzug nach Schottland zu führen. Anfang Januar 1216 fiel der englische König mit diesem Heer, dem auch ein starkes Kontingent ausländischer Söldner angehörte, in Südostschottland ein. Eines seiner ersten Ziele war die wichtige Handelsniederlassung Berwick an der Grenze zwischen England und Schottland. Obwohl das englische Heer zahlenmäßig gering war, konnte die nur leicht befestigte und nur von einer schwachen Garnison geschützten Stadt dem englischen Angriff nicht widerstehen. Auch Berwick Castle wurde erobert. Aus Rache für die Plünderung von Newcastle durch die Schotten gab Johann Ohneland die Stadt seinen Söldnern zur Plünderung frei. Die Engländer machten in der Stadt reiche Beute. Zahlreiche Bürger wurden gefoltert, damit sie die Verstecke ihrer Wertgegenstände verrieten. In der Stadt geriet Robert de Burneville, ein Höfling des schottischen Königs Alexander II., in Gefangenschaft. Er wurde erst nach der Zahlung eines hohen Lösegelds von £ 200 freigelassen. Die Engländer eroberten auch Schiffe, die im Hafen von Berwick lagen, und schickten sie mit ihrer Ladung nach England. Berwick Castle und die Brücke über den Tweed wurden zerstört. Von Berwick stießen die Engländer weiter nach Lothian vor. Vermutlich angesichts eines zahlenmäßig überlegenen schottischen Heers zogen sie sich aber wieder rasch nach Süden zurück. Bevor sie um den 24. Januar aus Berwick abzogen, brannten sie die Stadt nieder. Angeblich soll Johann Ohneland selbst das Signal dazu gegeben haben, als er das Haus anzündete, in dem er zuvor Quartier bezogen hatte.